# Xenotilapia rotundiventralis
Xenotilapia rotundiventralis är en fiskart som först beskrevs av Takahashi, Yanagisawa och Nakaya, 1997.  Xenotilapia rotundiventralis ingår i släktet Xenotilapia och familjen Cichlidae. Inga underarter finns listade i Catalogue of Life.